# 2020년 하계 올림픽 남수단 선수단
2020년 하계 올림픽 남수단 선수단은 2021년 일본 도쿄에서 열린 2020년 하계 올림픽에 참가한 올림픽 남수단 선수단이다.
남수단은 2020년 도쿄 하계 올림픽에 출전했다. 원래 2020년 7월 24일부터 8월 9일까지 열릴 예정이었던 올림픽은 코로나19 범유행으로 인해 2021년 7월 23일부터 8월 8일로 연기되었다. 이번 하계 올림픽은 2016년 첫 대회 이후 남수단의 두 번째 하계 올림픽 출전이다.

## 출전 선수
| 종목 | 남자 | 여자 | 전체 |
| ---- | ---- | ---- | ---- |
| 육상 | 1    | 1    | 2    |
| 전체 | 1    | 1    | 2    |

## 같이 보기
- 올림픽 남수단 선수단